# Źródło młodości (film)
Źródło młodości (oryg. Tuck Everlasting) – film z 2002 roku w reżyserii Jaya Russella na podstawie powieści Natalie Babbitt.

## Obsada
- William Hurt – Angus Tuck
- Ben Kingsley – Mężczyzna w żółtym garniturze
- Sissy Spacek – Mae Tuck
- Jonathan Jackson – Jesse Tuck
- Alexis Bledel – Winnie Foster
- Scott Bairstow – Miles Tuck
- Amy Irving – Augusta Foster

## Nagrody i nominacje
Nagrody Saturn 2002
- Najlepsza aktorka drugoplanowa - Sissy Spacek (nominacja)
- Najlepszy występ młodego aktora/aktorki - Alexis Bledel (nominacja)